# Rødberg
Rødberg è un villaggio della Norvegia, situato nella municipalità di Nore og Uvdal, nella contea di Buskerud.